# 都固尔扎布
都固尔扎布（1914年9月14日—1989年10月22日），又名包凤翔，蒙古族，哲里木盟科爾沁左翼中旗烟灯吐乡（今內蒙古自治區通遼市科左中旗宝龙山镇）人。中国人民解放军开国大校。

## 生平
1933年入兴安南警备军少年队学习，1934年入满洲国陆军兴安军官学校第一期学习。1937年入满洲国陆军中央训练处日本陆军士官学校派遣候补学生队补习，后入日本陆军士官学校本科学习。1939年归国。在兴安军官学校生徒队上尉队长。1944年10月9日参加了反日密谋。1945年8月11日参与了600余兴安陆军军官学校师生在葛根庙起义，击毙军校生徒队长吉川中校、大岩少校等20余名日本军官。1945年10月，组建以参加“八一一起义”队伍为骨干，兴安学院、育成学院、兴安医学院等校学生、部分伪满国兵参加的民警大队，不久改称警备大队，任大队长。兴安总省政府内防厅厅长阿思根与警备大队长都固尔扎布考虑到王爷庙“维持会”大多是汉人，由内防厅出面剿灭会引起矛盾，联系东北人民自治军驻白城子的嫩江第一支队司令员夏尚志出兵支援。夏尚志派出嫩江第一支队营教导员张义成前往王爷庙街，配合王爷庙警备大队作战，解除了阎振山的先遣军武装，处决了阎振山。1945年12月，警备大队扩编为警备总队，任总队长。1946年1月编为东蒙古人民自治军骑兵第1师，莫德尔图任师长，胡秉权任政委，都固尔扎布任参谋长兼政治部主任，下辖4个团1500余人。后历任内蒙古人民解放军骑兵第一师副师长、副政委、政委，骑兵第2师政委、内蒙古军区参谋长。
1950年任内蒙古军区锡林郭勒盟军分区司令员兼政委。1951年6月8日兼任盟工委书记。1951年9月至1954年9月1日兼任锡林郭勒盟盟长。1955年任内蒙古军区兵役局局长、内蒙古自治区财政厅厅长、畜牧厅厅长。1966年任内蒙古自治区农委副主任。
1979年后复出任顾问。1984年离休。